# قسما
قسماً هو النشيد الوطني الجزائري الرسمي. بدأ استعماله عام 1963 أي بعد استقلال الجزائر من فرنسا، في أثناء الاستعمار الفرنسي رأى عبان رمضان أن من الضروري كتابة نشيد خاص للجزائر فتشاور مع مفدي زكريا، ووافق هذا الأخير على كتابة الكلمات فتمت يوم: 25 أبريل 1956. النشيد الوطني الجزائري قسماً
G
قسماً بِالنَّازِلَاتِ الْمَاحِقات والبنودِ اللأَمِعَاتِ الْخَافِقات نحْنُ ثُرْنَا فَحَيَاةً أَوْ مَمَاتُ
وَالدِّمَاءِ الزَّاكِيَّاتِ الطَّاهِرَات في الْجِبَالِ الشَّامِخَاتِ الشَّاهِقَاتُ وَعَقْدْنَا الْعَزْمَ أَنْ تَحْيَا الْجَزَائِرُ
فاشهدوا .. فاشهدوا .. فاشهدوا ...
نَحْنُ جُنْدٌ فِي سَبِيلِ الْحَقِّ تُرْنَا لَمْ يَكُنْ يُصْغَى لَنَا لَمَّا نَطَقْنا وَعَزَفْنَا نَعْمَةَ الرَّشَّاشِ لَحْنا
وإلى استقلالِنَا بِالْحَرْبِ قمنا فَاتَّخَذْنَا رَنَّةَ الْبَارُودِ وَزْنا وَعَقْدْنَا الْعَزْمَ أَنْ تَحْيَا الْجَزَائِرُ
فاشهدوا ... فاشهدوا ... فاشهدوا .....
يا فرنسا قَدْ مَضَى وَقْتُ الْعِتَابُ يا فرنسا إِنَّ ذَا يَوْمُ الْحِسَابُ إِنَّ فِي تَوْرَتِنَا فَضْلُ الْخِطَابُ
وَطَوَيْنَاهُ كَمَا يُطْوَى الْكِتَابُ فاسْتَعِدِّي وَخُذِي مِنَّا الْجَوَابُ وَعَمَّدْنَا الْعَزْمَ أَنْ تَحْيَا الْجَزَائِرُ
فاشهدوا .. فاشهدوا .. فاشهدوا ...
نَحْنُ مِنْ أَبْطَالِنَا نَدْفَعُ جُندًا وَعَلَى أَرْوَاحِنَا نَصْعَدُ خَلْدًا جَبْهَةَ التَّحْرِيرِ أَعْطَيْنَاكِ عَهْدًا
وعَلَى أَسْلَائِنَا نَصْنَعُ مَجْدًا وَعَلَى هَامَاتِنَا نَرْفَعُ بَلَدًا وَعَقَدْنَا الْعَزْمَ أَنْ تَحْيَا الْجَزَائِرُ
فَاشْهَدُوا ... فَاشْهَدُوا ... فَاشْهَدُوا ....
صَرْحَةُ الْأَوْطَانِ مِنْ سَاحِ الْفِدَا وَاكْتُبُوهَا بِدِمَاءِ الشُّهَدَا قد مَدَدْنَا لَكَ يَا مَجْدُ يَدًا
فَاسْمَعُوهَا وَاسْتَجِيبُوا لِلتدا وَأَقْرَؤُوهَا لِبَنِي الجيل غدا وَعَقَدْنَا الْعَزْمَ أَنْ تَحْيَا الْجَزَائِرُ
فاشهدوا .. فاشهدوا .. فَاشْهَدُوا ...

## قصة النشيد الوطني
بداية 1956 طلب عبان رمضان من مفدي زكريا كتابة نشيد وطني يعبر عن الثورة الجزائرية.. وخلال يومين فقط جهز شاعر الثورة «قسماً بالنازلات الماحقات»، و انتقل إلى تونس لنشره في صفوف جبهة التحرير.
طالبت فرنسا بحذف مقطع يا فرنسا، لكن المجاهدين الجزائريين رفضوا لأنها لم تعترف بجرائمها المرتكبة في الجزائر وهو لا يزال مقطعا من النشيد الوطني الرسمي.

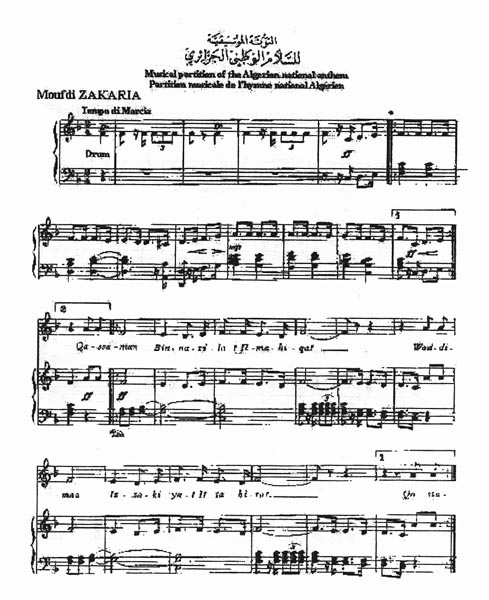
لحن النشيد الجزائري

1
قسما بالنازلات الماحقات 
و الدماء الزاكيات الطاهرات
و البنود اللامعات الخافقات 
في الجبال الشامخات الشاهقات
نحن ثرنا فحياة أو ممات 
و عقدنا العزم أن تحيا الجزائر
فاشهدوا... فاشهدوا... فاشهدوا...
2
نحن جند في سبيل الحق ثرنا
و إلى استقلالنا بالحرب قمنا
لم يكن يصغى لنا لما نطقنا
فاتخذنا رنة البارود وزنا
و عزفنا نغمة الرشاش لحنا
وعقدنا العزم أن تحيا الجزائر
فاشهدوا... فاشهدوا... فاشهدوا...
3
يا فرنسا قد مضى وقت العتاب
و طويناه كما يطوى الكتاب
يا فرنسا إن ذا يوم الحساب
فاستعدي وخذي منا الجواب
إن في ثورتنا فصل الخطاب
و عقدنا العزم أن تحيا الجزائر
فاشهدوا... فاشهدوا... فاشهدوا...
4
نحن من أبطالنا ندفع جندا
و على أشلائنا نصنع مجدا
و على أرواحنا نصعد خلدا
وعلى هاماتنا نرفع بندا
جبهة التحرير أعطيناك عهدا
و عقدنا العزم أن تحيا الجزائر
فاشهدوا... فاشهدوا... فاشهدوا...
5
صرخة الأوطان من ساح الفدا
فاسمعوها واستجيبوا للندا
و اكتبوها بدماء الشهدا
 واقرأوها لبني الجيل غدا
قد مددنا لك يا مجد يدا
و عقدنا العزم أن تحيا الجزائر
فاشهدوا... فاشهدوا... فاشهدوا...

## لحن النشيد
بعد تأليفه للنشيد، عرض مفدي زكريا أولا القصيدة على صديقيه الفنان الجزائري محمد التوري والتونسي محمد التريكي. ولكن اللحن الذي قدمه محمد فوزي في 1956، نال القبول لما يحتويه من حماسة مطلوبة في نشيد لشعب يقود ثورة تحرره من المستعمر.
كان الفنان محمد التوري أول من قام بتلحين النشيد. وسجلت أول مرة بمنزل مفدي زكريا بحي القبة بالعاصمة الجزائرية ورفضت هذه النسخة لعدم توفر الروح الثورية والشروط المطلوبة. وفي العاصمة التونسية قام الموسيقار التونسي محمد التريكي بتلحينه وكان أول تسجيل في مقر البعثة التعليمية الجزائرية بتونس شارع ابن خلدون، إلا أن لحن التريكي رُفض لكونه يحتوي على لحن لكل مقطع أي بنحو خمس أناشيد. وهو ما دفع بمفدي زكريا بالتنقل إلى القاهرة لإعادة تلحينه من جديد. وقد تبرّع الموسيقار المصري محمد فوزي بتلحين النشيد «هدية للشعب الجزائري». واقتنعت أخيراً جبهة التحرير باللحن الجديد، واعتبرته قوياً وفي مستوى النشيد.
وعن أجرته لقاء تلحين النشيد، أجاب محمد فوزي قادة الثورة قائلا :
وقد كرمت الجزائر، سنة 2007، الملحن محمد فوزي ومنحته وسام الاستحقاق الوطني كما أطلقت اسمه على المعهد الوطني العالي للموسيقى بالجزائر. ومن جهة أخرى، وافقت عائلة ملحن النشيد على وضع حقوق لحن النشيد تحت تصرف الدولة الجزائرية بشكل نهائي.

## وصلات خارجية
- النشيد الوطني الجزائري على الموقع الرئاسي المرادية

### فيديوهات
- أنشودة: نشيد الجزائر الوطني على يوتيوب